# (6222) 1980 PB3
(6222) 1980 PB3 es un asteroide perteneciente al cinturón exterior de asteroides, región del sistema solar que se encuentra entre las órbitas de Marte y Júpiter, descubierto el 8 de agosto de 1980 por el equipo del Real Observatorio de Edimburgo desde el Observatorio de Siding Spring, Nueva Gales del Sur, Australia.

## Designación y nombre
Designado provisionalmente como 1980 PB3. 

## Características orbitales
1980 PB3 está situado a una distancia media del Sol de 3,245 ua, pudiendo alejarse hasta 3,646 ua y acercarse hasta 2,844 ua. Su excentricidad es 0,123 y la inclinación orbital 21,23 grados. Emplea 2135,55 días en completar una órbita alrededor del Sol.

## Características físicas
La magnitud absoluta de 1980 PB3 es 11,7. Tiene 27,451 km de diámetro y su albedo se estima en 0,065. 